# 수란 (가수)
수란(본명: 신수란, 1986년 7월 15일~ )은 대한민국의 가수로 베일리 슈(Baily Shoo)라는 예명으로도 활동한 적이 있다. 2014년 7월에는 엘레나(Elena)라는 다른 예명으로 에피(EFFY / 김하영)와 로디아(LODIA)라는 여성 듀오로 싱글 《I GOT A FEELING》을 발매하기도 했다. 2014년 첫 싱글 앨범 《I Feel》로 데뷔 후 힙합, R&B씬을 이끄는 뮤지션들 사이에서 내공있는 보컬리스트로 인정받았다. 2015년 두번째 싱글 《Calling in Love》은 해외 음원 전문 사이트 최고의 케이팝에 이름이 올라가 많은 주목을 받았다. 최근 중독성있고 흥겨운 비트의 《땡땡땡》 음악적 센세이션을 일으킨 《떠날랏꼬》로 관심을 끌었다. 개성강한 보이스와 폭발적인 가창력은 물론 힙합, R&B, 팝 등 폭넓은 음악 스펙트럼으로 대중들에게 많은 기대를 받고있다. 방탄소년단 슈가가 프로듀싱한 곡 '오늘 취하면'은 발매 직후 음원차트 1위를 기록하며 인기를 끌며 본격적으로 유명해졌다. 그리고 독특한 음색과 창법에 프로듀싱 능력 덕분에 "여자 자이언티"라는 별명을 가지고 있다.

## 학력
- 백제예술대학 실용음악과 전문학사 (졸업)
- 서울예술대학 실용음악과 전문학사 (졸업)

## 방송 활동
- 2016년 Mnet 《언프리티 랩스타 3》
- 2016년 tvN 《노래의 탄생》
- 2017년 MBC 《미스터리 음악쇼 복면가왕》 - '용건만 간단히 여보세요'
- 2017년 MBC every1 《크로스 컨트리》
- 2017년 JTBC 《믹스나인》
- 2019년 KBS2 《해피투게더》
- 2022년 TV CHOSUN 《아바드림》 - '주미호'

## 음반
- 2014년 12월 수란 싱글앨범 - I Feel
- 2015년 11월 수란 싱글앨범 - Calling In Love (Feat. 빈지노)
- 2016년 4월 딴따라 Part.2 - 너의꿈에
- 2016년 6월 수란 디지털 싱글앨범 - 땡땡땡 (Feat. 화사 of 마마무)
- 2016년 7월 코드쿤스트 싱글앨범 - Beside me (Feat. 비와이, 양동근, 수란)
- 2016년 8월 싱글앨범 - 떠날랏꼬
- 2016년 9월 언프리티 랩스타 3 TRACK 5 & 6 - No Thx (Prod. by DEAN) (FEAT. 수란)
- 2016년 9월 질투의 화신 Part.3 - Step Step
- 2016년 10월 노래의 탄생 TRACK 3 - 2013~영원히 (Prod. By 뮤지X조정치)
- 2016년 10월 노래의 탄생 TRACK 4 - 집으로 (Prod. By 바이브X킹밍)
- 2016년 11월 노래의 탄생 TRACK 6 - 사랑해 행복해 (Prod. By 선우정아X안신애)
- 2016년 11월 노래의 탄생 TRACK 7 - 미안합니다 (Prod. By 어반자카파)
- 2016년 12월 싱글앨범 - 겨울새
- 2017년 1월 복면가왕 93회 - Twinkle
- 2017년 1월 복면가왕 94회 - 슬픈 인연
- 2017년 3월 힘쎈여자 도봉순 Part.2 - Heartbeat
- 2017년 3월 피고인 Part.3 - 바람이 차갑네요
- 2017년 3월 크로스컨트리 Part.3 - Still breathe
- 2017년 4월 크로스컨트리 Part.4 - 크로스컨트리
- 2017년 4월 싱글앨범 - WINE
- 2017년 6월 미니앨범 - Walkin'
- 2017년 11월 싱글앨범 - 러브스토리 (Love Story)
- 2018년 1월 화유기 OST Part.4 - 뒷모습
- 2022년 4월 내일 OST Part.3 - 나의 외로움이 널 부를 때